# フィールドオブゴールド
フィールドオブゴールド（Field of Gold）は、アイルランド生産・イギリス調教の競走馬である、主な勝ち鞍は2025年のアイリッシュ2000ギニー、セントジェームズパレスステークス。

## 概要

### 2歳（2024年）
6月28日のドンカスター競馬場の条件戦にてロバート・ハヴリンを背にデビューして3着。続いて7月12日のニューマーケット競馬場の未勝利戦をキーラン・シューマークを鞍上に迎えて初勝利を挙げた。
その後は8月31日のソラリオステークスを勝利してグループ競走初制覇を果たした。
10月6日のジャン・リュック・ラガルデール賞では2番人気で出走するがカミーユピサロの4着に敗れた。

### 3歳（2025年）
4月16日のクレイヴンステークスに出走。馬群に包まれる形となったことで厳しい競馬を強いられる展開となったが、最後方に下げてから外に切り替えてる。残り2ハロンを過ぎたところから再び馬群の中に入って、前が開くと末脚を繰り出して3馬身半差の快勝を果たした。
5月8日の2000ギニーステークスでは単勝オッズ2.8倍の1番人気で出走。ルーリングコートをゴール前で急追するも捕えられずに半馬身差の2着に敗れた。
鞍上をコリン・キーンに変えて5月24日のアイリッシュ2000ギニーでは単勝オッズ2.0倍の1番人気に推されての出走。大外枠から発馬すると後方2・3番手の辺りを追走して中間点を通過。残り3ハロンから展開が動き始めると、それに応じて徐々に進出を開始する。抜群の手応えから残り1ハロンを待たずに突き抜けて3馬身3/4差の圧勝でG1初制覇。父キングマンと同様に2000ギニーステークス2着からの巻き返しを果たした。
6月17日のセントジェームズパレスステークスでは単勝オッズ1.7倍の支持を受けて出走。7頭立てのなかで後方を追走。馬群の中を外の馬を弾くような勢いで直線に入ると、持ったままの手応えのまま先頭に並び掛ける。直線半ばの残り2ハロン辺りから追い出されると一気に差を広げていき、2着のアンリマティスに3馬身半差を付ける圧勝で2度目のG1制覇を挙げた。

## 血統表
| フィールドオブゴールドの血統  | フィールドオブゴールドの血統                   | フィールドオブゴールドの血統                   | （血統表の出典）                               | （血統表の出典） |
| 父系                          | ダンジグ系                                     | ダンジグ系                                     | ダンジグ系                                     | [ § 2 ]          |
| 父 Kingman 2011 鹿毛          | 父の父Invincible Spirit 1997 鹿毛              | Green Desert                                   | Danzig                                         | Danzig           |
| 父 Kingman 2011 鹿毛          | 父の父Invincible Spirit 1997 鹿毛              | Green Desert                                   | Foreign Courier                                |                  |
| 父 Kingman 2011 鹿毛          | 父の父Invincible Spirit 1997 鹿毛              | Rafha                                          | Kris                                           | Kris             |
| 父 Kingman 2011 鹿毛          | 父の父Invincible Spirit 1997 鹿毛              | Rafha                                          | Eljazzi                                        |                  |
| 父 Kingman 2011 鹿毛          | 父の母Zenda 1999 鹿毛                          | Zamindar                                       | Gone West                                      | Gone West        |
| 父 Kingman 2011 鹿毛          | 父の母Zenda 1999 鹿毛                          | Zamindar                                       | Zaizafon                                       |                  |
| 父 Kingman 2011 鹿毛          | 父の母Zenda 1999 鹿毛                          | Hope                                           | Dancing Brave                                  | Dancing Brave    |
| 父 Kingman 2011 鹿毛          | 父の母Zenda 1999 鹿毛                          | Hope                                           | Bahamian                                       |                  |
| 母 Princess de Lune 芦毛 2014 | 母の父Shamardal 鹿毛 2002                      | Giant's Causeway                               | Storm Cat                                      | Storm Cat        |
| 母 Princess de Lune 芦毛 2014 | 母の父Shamardal 鹿毛 2002                      | Giant's Causeway                               | Mariah's Storm                                 |                  |
| 母 Princess de Lune 芦毛 2014 | 母の父Shamardal 鹿毛 2002                      | Helsinki                                       | Machiavellian                                  | Machiavellian    |
| 母 Princess de Lune 芦毛 2014 | 母の父Shamardal 鹿毛 2002                      | Helsinki                                       | Helen Street                                   |                  |
| 母 Princess de Lune 芦毛 2014 | 母の母Princess Serena 芦毛 1999                | Unbridled's Song                               | Unbridled                                      | Unbridled        |
| 母 Princess de Lune 芦毛 2014 | 母の母Princess Serena 芦毛 1999                | Unbridled's Song                               | Trolley Song                                   |                  |
| 母 Princess de Lune 芦毛 2014 | 母の母Princess Serena 芦毛 1999                | Serena's Sister                                | Rahy                                           | Rahy             |
| 母 Princess de Lune 芦毛 2014 | 母の母Princess Serena 芦毛 1999                | Serena's Sister                                | Imagining                                      |                  |
| 母系(F-No.)                   | Lord D'Arcy's Blacklegged Royal Mare(FN:7号族) | Lord D'Arcy's Blacklegged Royal Mare(FN:7号族) | Lord D'Arcy's Blacklegged Royal Mare(FN:7号族) | [ § 3 ]          |
| 5代内の近親交配               | Rahy：M4×M5、Mr. Prospector：S5×M5             | Rahy：M4×M5、Mr. Prospector：S5×M5             | Rahy：M4×M5、Mr. Prospector：S5×M5             | [ § 4 ]          |
| 出典                          | 1. 2. 3. 4.                                    | 1. 2. 3. 4.                                    | 1. 2. 3. 4.                                    | 1. 2. 3. 4.      |

- 主な近親にカミーユピサロ、フミノイマージン、セレナーズソング